# Volleybalvereniging SSS
Il Volleybalvereniging SSS è una società pallavolistica maschile olandese, con sede a Barneveld: milita nel campionato olandese di Eredivisie.

## Rosa 2024-2025
| N° | Nome                 | Ruolo | Data di nascita   | Nazionalità sportiva |
| -- | -------------------- | ----- | ----------------- | -------------------- |
| 1  | Maarten Bartels      | S     | 29 luglio 1998    | Paesi Bassi          |
| 2  | Lennaert Hogenhout   | S     | 4 maggio 2002     | Paesi Bassi          |
| 3  | Stijn Held           | P     | 3 novembre 1994   | Paesi Bassi          |
| 4  | Job Wilts            | S     | 24 dicembre 2004  | Paesi Bassi          |
| 5  | Jesse Hanemaaijer    | C     | 9 luglio 2004     | Paesi Bassi          |
| 6  | Colin Zuijdgeest     | O     | 8 settembre 1998  | Paesi Bassi          |
| 7  | Bertil van de Vliert | L     | 28 agosto 2000    | Paesi Bassi          |
| 8  | Steijn van den Bos   | O     | 1º novembre 2001  | Paesi Bassi          |
| 9  | Bram Berger          | O     | 27 aprile 2001    | Paesi Bassi          |
| 10 | Ludrich Inocente     | C     | 13 settembre 1996 | Paesi Bassi          |
| 11 | Stijn de Ruijter     | O     | 7 marzo 2003      | Paesi Bassi          |
| 12 | Sjoerd Zegwaard      | C     | 15 marzo 2003     | Paesi Bassi          |
| 13 | Meinko de Boer       | P     | 26 agosto 2006    | Paesi Bassi          |
| 14 | Chiel Mecklenfeld    | P     | 11 luglio 2005    | Paesi Bassi          |
| 21 | Max Donker           | S     | 23 febbraio 1998  | Paesi Bassi          |